# Список астероидов, пересекающих орбиту Юпитера

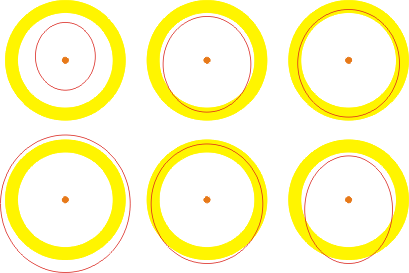
Внутренняя орбита: левый, верхний;
Внешняя орбита: левый, нижний;
Внутренний грейзер: средний, верхний;
Внешний грейзер: средний, нижний;
Коорбитальная орбита: правый, верхний;
Кроссер-орбита: правый, нижний

Юпитер-кроссеры — астероиды, орбиты которых пересекают орбиту Юпитера. Перигелий орбиты у таких астероидов располагается внутри орбиты Юпитера, то есть он меньше афелия Юпитера (5,458 а. е.), но больше её перигелия (4,950 а. е.).

## Список астероидов
Из группы троянских астероидов Юпитера 105 входят в орбиту изнутри (внутренний грейзер) — 52 входят в орбиту снаружи (внешний грейзер), 183 ко-орбитальных, 537 пересекают орбиту.

### Внутренний грейзер (астероид входит в орбиту Юпитера изнутри)
Большая полуось меньше, чем у Юпитера ({\displaystyle a<4,950429} а. е.), афелий {\displaystyle 4,950429<Q<5,458104} а. е. — не выходят за внешние границы его орбиты.

| - (1941) Вильд (Wild) - (2483) Гвиневра (Guinevere) - (2959) Шолль (Scholl) - (3415) Дэнби (Danby) - (4446) Кэролин (Carolyn) - (5370) Таранис (Taranis) † - (8373) Стивенгулд (Stephengould) - (8550) Гесиод (Hesiodos) - (9767) Мидсомер Нортон (Midsomer Norton) - (10608) Мамэта (Mameta) - (12307) 1991 UA - (12896) Жоффруа (Geoffroy) - (14569) 1998 QB32 - (15231) Эдита (Ehdita) - (15376) Мартак (Marták) - (15783) Брайанкокс (Briancox) - (17212) 2000 AV183 | - (20086) 1994 LW - (20630) 1999 TJ90 - (21804) Вацлавнойман (Václavneumann) - (22070) 2000 AN106 - (26166) 1995 QN3 - (26929) 1997 CE18 - (30512) 2001 HO8 - (32460) 2000 SY92 - (37578) 1990 RY2 - (37590) 1991 RA14 - (38292) 1999 RA77 - (38709) 2000 QO90 - (39266) 2001 AT2 - (45739) 2000 HR25 - (47907) 2000 GT71 - (51284) 2000 KE9 - (51838) 2001 OC61 | - (52007) 2002 EQ47 - (52016) 2002 NO18 - (52068) 2002 QX40 - (61042) 2000 KB61 - (65374) 2002 PP55 - (65389) 2002 RF12 - (67368) 2000 LH33 - (69566) 1998 BX - (73418) 2002 LK36 - (73457) 2002 NZ43 - (73769) 1994 PN12 - (78133) 2002 NQ13 - (78470) 2002 RM45 - (78809) 2003 OR22 - (79724) 1998 SC125 - (84011) Жан-Клод (Jean-Claude) |  |

### Внешний грейзер (астероид входит в орбиту Юпитера снаружи)
Большая полуось больше, чем у Юпитера ({\displaystyle a>5,20260} а. е.), перигелий {\displaystyle 4,950429<q<5,458104} а. е. — не выходят за внутренние границы его орбиты.
- 2008 QD4
- 2000 GQ148
- 2004 CM111
- 2005 VD
- 2008 HY21
- 2010 GW147
- 2010 XZ78
- 2011 WR74
- 2013 CJ118
- 2013 EK73
- 2013 FU61
- 2014 RE12

### Юпитер-кроссер (астероид пересекает орбиту Юпитера)
Пересекают орбиту Юпитера полностью. Эксцентриситет различный.
- (944) Идальго (Hidalgo)
- (3552) Дон Кихот (Don Quixote) †
- (5164) Мулло (Mullo) †
- (5335) Дамокл (Damocles) †
- (6144) Кондодзиро (Kondojiro) †
- (15504) 1999 RG33 †
- (18916) 2000 OG44[фр.] †
- (20461) Диоретса (Dioretsa) †
- (20898) Фаунтинхилс (Fountainhills) †
- (32511) 2001 NX17 †
- (37117) Нарцисс (Narcissus) †
- (65407) 2002 RP120 †
- (85490) 1997 SE5
- (144908) 2004 YH32
- (145485) 2005 UN398
- (145627) 2006 RY102
- (154784) 2004 PA44
- (187799) 1999 FK16
- 2005 VX3